# Salix waldsteiniana
Espèce
Classification APG III (2009)
Salix waldsteiniana, le saule de Waldstein, est une espèce de plantes à fleurs de la famille des Salicaceae. C'est un saule originaire d'Europe.

## Synonymie
- Salix arbuscula var. waldsteiniana (Willd.) K. Koch[1].
- Salix prunifolia Sm.[2].

## Description

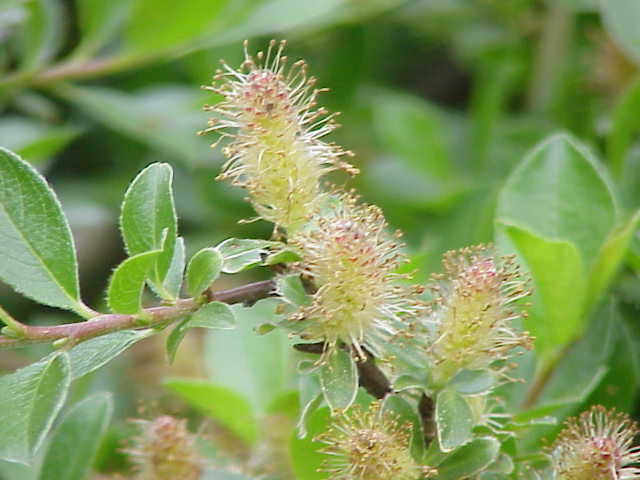
Chatons mâles.
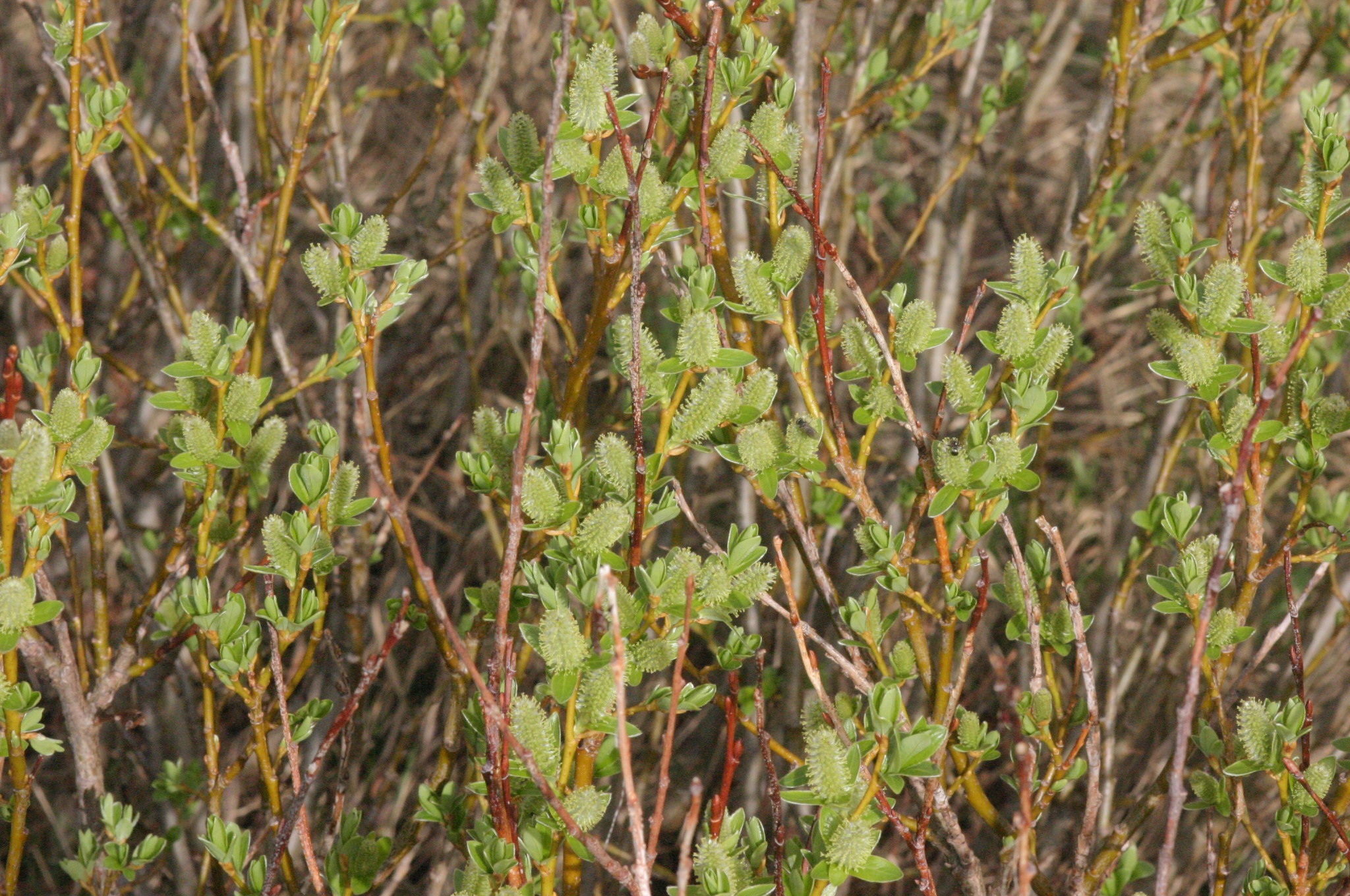
Buisson au jardin botanique de Reykjavik.
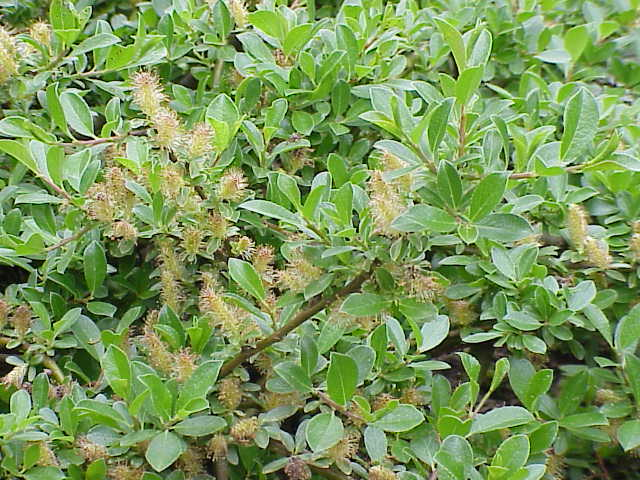
Feuillage brillant.

La plante a une taille de 30 à 150 cm. À l'automne, son feuillage doré le rend très décoratif. La floraison a lieu en mai-juin.

## Répartition et habitat
Salix waldsteiniana pousse en Italie, Autriche, Allemagne, Suisse, la péninsule balkanique, les Alpes (entre 1 500 à 2 500 m d'altitude) et le Grand Balkan,.